# 1904
| [ Edytuj tabelę ]              | |
| Król Polski (tytularny)        | - 1894 Mikołaj II Romanow 1917 |
| Król Afganistanu               | - 1901 Habibullah Chan 1919 |
| Współksiążęta Andory           | - 1902 Joan Josep Laguarda i Fenollera 1906 - 1899 Émile François Loubet 1906                                                           |
| Prezydent Argentyny            | - 1898 gen. Julio Argentino Roca 1904 - 1904 Manuel Quintana 1906                                                                       |
| Premier Australii              | - 1903 Alfred Deakin 1904 - 1904 Chris Watson 1904 - 1904 George Reid 1905                                                              |
| Cesarz Austrii                 | - 1848 Franciszek Józef I 1916 |
| Król Bawarii                   | - 1886 Otto 1913 |
| Król Belgów                    | - 1865 Leopold II 1909 |
| Premier Belgii                 | - 1899 Paul de Smet de Naeyer 1907 |
| Prezydent Boliwii              | - 1899 Manuel Pando 1904 - 1904 Ismael Montes 1909                                                                                      |
| Prezydent Brazylii             | - 1902 Francisco de Paula Rodrigues Alves 1906                                                                                          |
| Sułtan Brunei                  | - 1885 Hashim Jalilul Alam Aqamaddin 1906                                                                                               |
| Car Bułgarii                   | - 1887 Ferdynand I Koburg 1918 |
| Premier Bułgarii               | - 1903 Raczo Petrow 1906 |
| Prezydent Chile                | - 1901 Germán Riesco 1906 |
| Cesarz Chin                    | - 1875 Guangxu 1908 |
| Premier Czarnogóry             | - 1879 Božo Petrović-Njegoš 1905 |
| Król Czech                     | - 1848 Franciszek Józef I 1916 |
| Król Danii                     | - 1863 Chrystian IX 1906 |
| Premier Danii                  | - 1901 Johan Henrik Deuntzer 1905 |
| Dalajlama                      | - 1878 Thubten Gjaco 1933 |
| Prezydent Dominikany           | - 1903 Carlos Felipe Morales 1905 |
| Władca Egiptu                  | - 1892 Abbas II Hilmi 1914 |
| Premier Egiptu                 | - 1895 Mustafa Fahmi Pasza 1908 |
| Prezydent Ekwadoru             | - 1901 Leónidas Plaza 1905 |
| Cesarz Etiopii                 | - 1889 Menelik II 1913 |
| Prezydent Francji              | - 1899 Émile François Loubet 1906 |
| Premier Francji                | - 1902 Émile Combes 1905 |
| Król Grecji                    | - 1863 Jerzy I 1913 |
| Prezydent Gwatemali            | - 1898 Manuel Estrada Cabrera 1920 |
| Prezydent Haiti                | - 1902 Pierre Nord Alexis 1908 |
| Król Hiszpanii                 | - 1886 Alfons XIII 1931 |
| Premier Hiszpanii              | - 1903 Antonio Maura 1904 - 1904 Marcelo Azcárraga 1905                                                                                 |
| Król Holandii                  | - 1890 Wilhelmina 1948 |
| Premier Holandii               | - 1901 Abraham Kuyper 1905 |
| Prezydent Hondurasu            | - 1903 Manuel Bonilla 1907 |
| Szach Iranu                    | - 1896 Mozaffar ad-Din 1907 |
| Władca Indii                   | - 1901 Edward VII 1910 |
| Król Irlandii                  | - 1901 Edward VII 1910 |
| Cesarz Japonii                 | - 1867 Mutsuhito 1912 |
| Premier Japonii                | - 1901 Tarō Katsura 1906 |
| Kalif                          | - 1876 Abdülhamid II 1909 |
| Premier Kanady                 | - 1896 Wilfrid Laurier 1911 |
| Emir Kataru                    | - 1878 Kasim ibn Muhammad Al Sani 1913                                                                                                  |
| Prezydent Kolumbii             | - 1900 José Manuel Marroquín 1904 - 1904 Rafael Reyes 1908                                                                              |
| Patriarcha Konstantynopola     | - 1901 Joachim III 1912 |
| Władca Korei                   | - 1863 Kojong 1907 |
| Prezydent Kostaryki            | - 1902 Ascensión Esquivel Ibarra 1906                                                                                                   |
| Prezydent Kuby                 | - 1902 Tomás Estrada Palma 1906 |
| Prezydent Liberii              | - 1900 Garretson Gibson 1904 - 1904 Arthur Barclay 1912                                                                                 |
| Książę Liechtensteinu          | - 1858 Jan II Dobry 1929 |
| Wielki książę Luksemburga      | - 1890 Adolf 1905 |
| Premier Luksemburga            | - 1888 Paul Eyschen 1915 |
| Sułtan Maroka                  | - 1894 Abd al-Aziz IV 1908 |
| Prezydent Meksyku              | - 1884 Porfirio Díaz 1911 |
| Książę Monako                  | - 1889 Albert I 1922 |
| Król Nepalu                    | - 1881 Prithvi 1911 |
| Premier Nepalu                 | - 1901 Chandra Shumsher Jang Bahadur Rana 1929                                                                                          |
| Cesarz Niemiec                 | - 1888 Wilhelm II Hohenzollern 1918 |
| Kanclerz Niemiec               | - 1900 Bernhard von Bülow 1909 |
| Prezydent Nikaragui            | - 1893 José Santos Zelaya 1909 |
| Król Norwegii                  | - 1872 Oskar II 1905 |
| Premier Nowej Zelandii         | - 1893 Richard Seddon 1906 |
| Sułtan Omanu                   | - 1888 Fajsal ibn Turki 1913 |
| Prezydent Panamy               | - 1903 junta 1904 - 1904 Manuel Amador Guerrero 1908 - 1903 José Domingo de Obaldía 1910                                                |
| Papież                         | - 1903 Pius X 1914 |
| Prezydent Paragwaju            | - 1902 Juan Antonio Escurra 1904 - 1904 Juan Bautista Gaona 1905                                                                        |
| Prezydent Peru                 | - 1903 Manuel Candamo 1904 - 1904 Serapio Calderón 1904 - 1904 José Pardo 1908                                                          |
| Król Portugalii                | - 1889 Karol 1908 |
| Premier Portugalii             | - 1900 Ernesto Hintze Ribeiro 1904 - 1904 José Luciano de Castro 1906                                                                   |
| Król Prus                      | - 1888 Wilhelm II 1918 |
| Car Rosji                      | - 1894 Mikołaj II 1917 |
| Król Rumunii                   | - 1881 Karol I 1914 |
| Premier Rumunii                | - 1901 Dimitrie Sturdza 1904 - 1904 Gheorghe Cantacuzino 1907                                                                           |
| Król Saksonii                  | - 1902 Jerzy Wettyn 1904 - 1904 Fryderyk August III Wettyn 1918                                                                         |
| Prezydent Salwadoru            | - 1903 Pedro José Escalón 1907 |
| Kapitanowie regenci San Marino | - 1903 Marino Borbiconi Francesco Marcucci 1904 - 1904 Menetto Bonelli Vincenzo Mularoni 1904 - 1904 Luigi Tonnini Gustavo Babboni 1905 |
| Król Serbii                    | - 1903 Piotr Karadziordziewić 1918 |
| Prezydent Szwajcarii           | - 1904 Robert Comtesse 1904 |
| Król Szwecji                   | - 1872 Oskar II 1907 |
| Premier Szwecji                | - 1902 Erik Gustaf Boström 1905 |
| Król Tajlandii                 | - 1868 Chulalongkorn 1910 |
| Król Tonga                     | - 1893 Jerzy Tupou II 1918 |
| Premier Tonga                  | - 1893 Siosateki Veikune 1905 |
| Sułtan Turków                  | - 1876 Abdülhamid II 1909 |
| Prezydent Urugwaju             | - 1903 José Batlle y Ordóñez 1907 |
| Prezydent USA                  | - 1901 Theodore Roosevelt 1909 |
| Prezydent Wenezueli            | - 1899 Cipriano Castro 1908 |
| Król Węgier                    | - 1848 Franciszek Józef I 1916 |
| Premier Węgier                 | - 1903 István Tisza 1905 |
| Monarcha Wielkiej Brytanii     | - 1901 Edward VII 1910 |
| Premier Wielkiej Brytanii      | - 1902 Arthur Balfour 1905 |
| Król Włoch                     | - 1900 Wiktor Emanuel III 1946 |

Rok 1904 / MCMIV
stulecia: XIX wiek ~
XX wiek ~
XXI wiek

dziesięciolecia:
1870–1879 •
1880–1889 •
1890–1899 •
1900–1909
• 1910–1919
• 1920–1929
• 1930–1939

lata: 1894 «
1899 «
1900 «
1901 «
1902 «
1903 «
1904
» 1905
» 1906
» 1907
» 1908
» 1909
» 1914

## Wydarzenia w Polsce
- 24 lutego – uruchomiono komunikację tramwajową w Gubinie.
- 4 marca – w Zakopanem założono Związek Górali.
- 22 marca – odsłonięto pomnik cesarza Wilhelma I w Toruniu.
- 26 marca – we Lwowie oddano do użytku nowy budynek dworca kolejowego Lwów Główny.
- 13 kwietnia – papież Pius X zatwierdził święto Matki Boskiej Częstochowskiej.
- 27 maja – cesarz Wilhelm II Hohenzollern dokonał otwarcia Kanału Kaszubskiego w Gdańsku.
- 11 lipca – Juliusz Leo został prezydentem Krakowa.
- 24 lipca – w ruinach Zamku Pienińskiego odbyło się poświęcenie Groty świętej Kingi i jej posążku.
- 25 lipca – w Brzesku pożar strawił zabudowę rynku i przyległych uliczek.
- 8 września – otwarcie Wąskotorowej Kolei Lokalnej Przeworsk–Dynów[1].
- 30 września – został otwarty Teatr im. Wilama Horzycy w Toruniu.
- 6 października – Gdańsk: otwarcie Królewskiej Wyższej Szkoły Technicznej.
- 30 października – została odsłonięta kolumna Adama Mickiewicza we Lwowie.
- 2 listopada – działacz ruchu robotniczego Marcin Kasprzak został skazany na karę śmierci za zastrzelenie 4 rosyjskich żandarmów.
- 13 listopada – na Placu Grzybowskim w Warszawie, Organizacja Bojowa PPS starła się po raz pierwszy z oddziałami wojska rosyjskiego.
- 19 listopada – otwarcie linii kolejowej Sambor – Strzyłki Topolnica (dł. 35,1 km), należącej do Austriackich Kolei Państwowych.
- 24 listopada – rozpoczęło działalność więzienie na Rakowieckiej w Warszawie.
- 11 grudnia – oddano do użytku wiadukt w ciągu ulicy Karowej w Warszawie. Około 1915 roku nadano mu obecną nazwę – Stanisława Markiewicza.
- 28 grudnia – we Lwowie odbyła się premiera widowiska jasełkowego Betlejem polskie Lucjana Rydla.
- Muzeum Narodowe w Krakowie przejęło Dom Matejki, który – nabyty w 1896 od rodziny artysty przez Towarzystwo Jana Matejki – został otwarty w 1898.
- Na zjeździe w Krakowie powołano ogólnoaustriacką żydowską partię robotniczo-syjonistyczną Poalej Syjon.
- Oddano do użytku przebudowany dworzec Wrocław Główny wraz z nową halą peronową[2].
- Parlament pruski przegłosował wymierzoną w Polaków ustawę budowlaną o osadnictwie, na podstawie której chciano ograniczyć możliwość budowy domów przez Polaków w zaborze pruskim.

## Wydarzenia na świecie
- 4 stycznia – Arthur Barclay został prezydentem Liberii.
- 7 stycznia – zostaje ustanowiony pierwszy międzynarodowy radiowy sygnał CQD, oznaczający zagrożenie na morzu i nawoływanie o pomoc. Dwa lata później sygnał ten zostaje zmieniony na sygnał w alfabecie Morse’a SOS.
- 11 stycznia – ludność Herero w południowo-zachodniej Afryce rozpoczęła powstanie przeciw kolonistom niemieckim.
- 17 stycznia – w Moskiewskim Teatrze Artystycznym odbyła się premiera sztuki Wiśniowy sad Antona Czechowa.
- 20 stycznia – w Wiedniu odbyła się premiera operetki Boski małżonek Ferenca Lehára.
- 23 stycznia – pożar strawił doszczętnie norweskie miasto Ålesund.
- 1 lutego – Hannes Hafstein został pierwszym premierem Islandii.
- 7 lutego:
  - w wyniku pożaru w Baltimore w ciągu 30 godzin zniszczeniu uległo 1500 budynków.
  - generał Aleksiej Kuropatkin został dowódcą rosyjskiej Armii Mandżurskiej.
- 8 lutego – Japonia, z zaskoczenia atakuje Lüshun (Obrona Port Artur) – rozpoczęła się wojna rosyjsko-japońska.
- 9 lutego – wojna rosyjsko-japońska: zwycięstwo floty japońskiej w bitwie pod Czemulpo.
- 10 lutego:
  - irlandzki patriota i brytyjski dyplomata Roger Casement publikuje swą relację o belgijskich okrucieństwach w Wolnym Państwie Kongo.
  - car Rosji Mikołaj II Romanow wypowiedział wojnę Japonii.
- 17 lutego:
  - w mediolańskiej operze La Scala odbyła się premiera opery Giacoma Pucciniego Madame Butterfly.
  - w Limie uruchomiono pierwszą linię tramwaju elektrycznego.
- 22 lutego – Antarktyda: została założona najstarsza na kontynencie argentyńska stacja badawcza Orcadas.
- 23 lutego – za 10 milionów dolarów Stany Zjednoczone uzyskały kontrolę nad Kanałem Panamskim.
- 28 lutego – założono klub sportowy SL Benfica.
- 3 marca – Wilhelm II Hohenzollern był pierwszym politykiem, który wykorzystał wynalazek Thomasa Edisona, płyty gramofonowej.
- 4 marca – w czasie wojny rosyjsko-japońskiej, rosyjska armia w Korei wycofała się w kierunku Mandżurii, naciskana przez 100 tys. armię japońską.
- 10 marca – uruchomiono komunikację tramwajową w szwedzkim mieście Norrköping.
- 13 marca – na przełęczy Uspallata w Andach na granicy granicy argentyńsko-chilijskiej ustawiono monumentalną rzeźbę Chrystus Zbawiciel Andów, upamiętniającą pokój zawarty pomiędzy tymi dwoma krajami po trwającym kilkadziesiąt lat sporze granicznym.
- 18 marca – założono Austriacki Związek Piłki Nożnej (ÖFB).
- 26 marca – Sisavang Vong został królem Luang Prabang (od 1946 roku król Laosu).
- 8 kwietnia:
  - Francja i Wielka Brytania podpisały układ Entente cordiale (fr. serdeczne porozumienie), celem którego było załagodzenie dotychczas istniejących sporów i umożliwiający sformowanie sojuszu przeciwko Niemcom.
  - plac znajdujący się na skrzyżowaniu dwóch ulic, Broadwayu i siódmej alei zwany Longacre Square na Manhattanie w Nowym Jorku, zostaje nazwany Times Square od głównej gazety miasta „The New York Times”.
- 8–10 kwietnia – w Kairze w Egipcie Aleister Crowley napisał Liber AL vel Legis (Księga Prawa), główny tekst filozoficzno-magicznego nurtu zwanego Thelema.
- 13 kwietnia – wojna rosyjsko-japońska: w pobliżu Port Arthur wszedł na japońską minę i zatonął rosyjski pancernik „Pietropawłowsk”.
- 18 kwietnia – ukazało się pierwsze wydanie francuskiego komunistycznego dziennika „L’Humanité”.
- 19 kwietnia – wielki pożar zniszczył śródmieście Toronto, ale nie było ofiar w ludziach.
- 20 kwietnia – niemiecki astronom Max Wolf odkrył planetoidę (532) Herculina.
- 23 kwietnia – Manchester City F.C. zdobył pierwszy w swej historii Puchar Anglii po zwycięstwie w finale 1:0 nad Bolton Wanderers F.C.
- 27 kwietnia – Australijska Partia Pracy stała się pierwszą partią polityczną, która (pod wodzą Chrisa Watsona) zdobyła władzę w Australii.
- 30 kwietnia – wojna rosyjsko-japońska: rozpoczęła się bitwa nad rzeką Jalu.
- 1 maja – Reprezentacja Francji w piłce nożnej mężczyzn w swym pierwszym meczu zremisowała 3:3 w Brukseli z Belgią.
- 4 maja:
  - Amerykanie rozpoczęli budowę Kanału Panamskiego.
  - Charles Stewart Rolls i Henry Royce podpisali w hotelu w Manchesterze umowę o założeniu przedsiębiorstwa motoryzacyjnego Rolls Royce.
  - założono niemiecki klub piłkarski FC Schalke 04 Gelsenkirchen (jako Westfalia Schalke).
- 7 maja – amerykański astronom Raymond Smith Dugan odkrył planetoidę (535) Montague.
- 9 maja – wojna rosyjsko-japońska: podczas wypadu floty na Morze Japońskie, załoga krążownika pancernego „Rossija” jako pierwsza użyła balonu obserwacyjnego na uwięzi.
- 11 maja – amerykański astronom George Peters odkrył planetoidę (536) Merapi.
- 15 maja – wojna rosyjsko-japońska: krążownik pancernopokładowy „Yoshino” został staranowany i zatopiony we mgle przez płynący za nim krążownik pancerny „Kasuga”. Zginęło 319 członków załogi, uratowano jedynie 19. Tego samego dnia flota japońska utraciła też dwa pancerniki na minach.
- 21 maja – została założona w Paryżu Międzynarodowa Federacja Piłki Nożnej (FIFA – fr. Fédération Internationale de Football Association).
- 26 maja – wojna rosyjsko-japońska: zwycięstwo Japończyków w bitwie pod Jinzhou.
- 30 maja – założono niemiecki klub piłkarski SC Freiburg.
- Czerwiec – ukazało się pierwsze historycznie pismo polskojęzyczne w Kanadzie – tygodnik „Głos Kanadyjski”.
- 3 czerwca – powstał Światowy Związek na rzecz Praw Wyborczych Kobiet w Berlinie.
- 5 czerwca – założono paragwajski klub piłkarski Club Nacional.
- 14 czerwca – powstało przedsiębiorstwo motoryzacyjno-lotnicze Hispano-Suiza.
- 15 czerwca:
  - wojna rosyjsko-japońska: zwycięstwo Japończyków w bitwie pod Delisi.
  - w pożarze parowca „General Slocum” w Nowym Jorku w cieśninie East River zginęło 1021 osób.
- 16 czerwca:
  - zamachowiec Eugen Schauman zastrzelił Nikołaja Bobrikowa – Generalnego Gubernatora Finlandii.
  - James Joyce nawiązał znajomość ze swą późniejszą żoną Norą Bernacle – data ta stała się tłem największego dzieła Irlandczyka – Ulissesa.
- 17 czerwca – uruchomiono komunikację tramwajową w Mandalaju (Birma).
- 20 czerwca – powstała Międzynarodowa Federacja Samochodowa (FIA).
- 26 czerwca – założono szwedzki klub piłkarski IF Elfsborg.
- 28 czerwca – duński parowiec „SS Norge” uderzył w skały koło wysepki Rockall i zatonął. 635 osób zginęło, w tym największa grupa 225 norweskich emigrantów.
- 29 czerwca – Moskwę nawiedziła trąba powietrzna, zostało zniszczone około 3 tys. domów, najprawdopodobniej zginęła 1 osoba.
- 1 lipca:
  - rozpoczęły się III Letnie Igrzyska Olimpijskie w Saint Louis.
  - założono klub sportowy Bayer 04 Leverkusen.
- 17 lipca – wojna rosyjsko-japońska: rozpoczęła się bitwa na przełęczy Motian.
- 21 lipca – zakończono pierwszą fazę budowy Kolei Transsyberyjskiej. Rozpoczęła się kolonizacja Syberii na wielką skalę.
- 23 lipca – wojna rosyjsko-japońska: zwycięstwo Japończyków w bitwie pod Dashiqiao.
- 24 lipca – lody w stożkowym waflu wynalazł niejaki Charles E. Menches w trakcie targów handlowych w St. Louis w USA.
- 30 lipca – wojna rosyjsko-japońska: rozpoczęła się bitwa pod Ximucheng.
- 3 sierpnia – brytyjska ekspedycja pod wodzą Francisa Edwarda Younghusbanda zdobyła miasto Lhasa w Tybecie.
- 10 sierpnia – floty rosyjska i japońska stoczyły bitwę na Morzu Żółtym.
- 14 sierpnia – wojna rosyjsko-japońska: zwycięstwo Japończyków w bitwie pod Ulsan.
- 17 sierpnia – japońska piechota zaatakowała Port Arthur (Lushun), Rosjanie odparli atak.
- 18 sierpnia – w Australii utworzono gabinet George’a Reida.
- 23 sierpnia – Amerykanin Harry D. Weed uzyskał patent na samochodowy łańcuch przeciwślizgowy.
- 24 sierpnia – wojna rosyjsko-japońska: rozpoczęła się bitwa pod Liaoyang.
- 3 września – wojna rosyjsko-japońska: zakończyła się bitwa pod Liaoyang. W rezultacie błędów dowództwa rosyjskiego, Japończycy osiągnęli sukces operacyjny.
- 7 września – Dalajlama i pułkownik Francis Younghusband podpisują Traktat Angielsko-Tybetański.
- 20 września – w Dayton (USA) bracia Wright odbyli ponad kilometrowy lot na dwupłatowcu Flyer 2.
- 4 października – został założony IFK Göteborg szwedzki klub piłkarski.
- 5 października – wojna rosyjsko-japońska: rozpoczęła się bitwa nad Sha He.
- 15 października:
  - Rosyjska Flota Bałtycka opuściła estoński port Tallinn i wyruszyła w kierunku Port Arthur (Lushun), w czasie wojny rosyjsko-japońskiej.
  - Fryderyk August III został ostatnim królem Saksonii.
- 17 października:
  - wojna rosyjsko-japońska: zakończyła się bitwa nad Sha He.
  - w Szwecji powstała Umiarkowana Partia Koalicyjna (Moderaci).
- 20 października – Toowoomba w stanie Queensland w Australii nabywa praw miejskich.
- 21 października – Rosyjska Flota Bałtycka omyłkowo ostrzelała brytyjski trawler na Morzu Północnym, biorąc go za okręt japoński.
- 27 października – zostaje otwarta pierwsza linia nowojorskiego metra (IRT).
- 1 listopada – Nowa Zelandia: wskutek osunięcia ziemi został zasypany najpotężniejszy wówczas na świecie gejzer Waimangu.
- 4 listopada:
  - powódź we Włoszech, rzeka Arno zalewa Florencję.
  - we Francji wybuchła tzw. afera fiszkowa, dotycząca pomijania przy awansach wojskowych praktykujących katolików.
- 8 listopada – Theodore Roosevelt pokonał Altona Parkera w wyborach na prezydenta USA.
- 16 listopada – John Ambrose Fleming złożył wniosek o opatentowanie lampy elektronowej.
- 22 listopada – ukazało się pierwsze wydanie największego austriackiego dziennika regionalnego „Kleine Zeitung”.
- 23 listopada – zakończyły się III Letnie Igrzyska Olimpijskie w Saint Louis.
- 24 listopada – powstaje pierwszy udany gąsienicowy układ bieżny, który później zrewolucjonizuje konstrukcje pojazdów budowlanych i pojazdów wojskowych.
- 3 grudnia – Charles Dillon Perrine, amerykańsko-argentyński astronom, odkrył księżyc Jowisza, dzisiaj znany jako Himalia.
- 6 grudnia – prezydent USA Theodore Roosevelt zapowiedział w dorocznym orędziu stosowanie tzw. „doktryny grubej pałki” w polityce zagranicznej.
- 7 grudnia – w stolicy Nowej Zelandii Wellington otwarto halę koncertową Wellington Town Hall.
- 11 grudnia – Aleksander Sauli i Gerard Majella zostali kanonizowani przez papieża Piusa X.
- 13 grudnia – wojna rosyjsko-japońska: po wejściu na rosyjską minę zatonął japoński krążownik „Takasago”; zginęło 280 (według innych źródeł 204) członków załogi.
- 21 grudnia – w Paryżu została założona Międzynarodowa Federacja Motocyklowa (FIM).
- 22 grudnia – powstała Chorwacka Partia Chłopska (HSS).
- 27 grudnia:
  - premiera sceniczna w Duke of York’s Theatre w Londynie Peter Pan, or The Boy Who Wouldn’t Grow Up (Piotruś Pan, czyli o chłopcu, który nie chciał dorosnąć).
  - w Dublinie zainaugurował działalność Abbey Theatre.
- 28 grudnia – została odkryta Kometa Borrelly’ego, najciemniejszy znany obiekt w Układzie Słonecznym.

## Urodzili się
- 1 stycznia:
  - Antoni Baraniak, polski duchowny katolicki, arcybiskup metropolita poznański (zm. 1977)
  - Mieczysław Bohatkiewicz, polski duchowny katolicki, męczennik, błogosławiony (zm. 1942)
  - Fazal Ilahi Chaudhry, pakistański prawnik i polityk, prezydent Pakistanu (zm. 1982)
- 3 stycznia – Zygmunt Gordon, polski działacz komunistyczny (zm. 1942)
- 6 stycznia:
  - Czesław Krug, polski piłkarz, trener (zm. 1981)
  - Me’ir-Dawid Lewenstein, izraelski rabin, polityk (zm. 1995)
  - Wojciech Piotrowski, polski architekt (zm. 1983)
- 12 stycznia – Józef Ciszewski, piłkarz, reprezentant Polski (zm. 1987)
- 14 stycznia – Helena Altenberg, polska działaczka komunistyczna pochodzenia żydowskiego (zm. 1978)
- 16 stycznia:
  - Juliusz Frydrychewicz, polski entomolog, ornitolog, porucznik, żołnierz AK (zm. 1945)
  - Zygmunt Łotocki, polski major, łucznik, pisarz, publicysta (zm. 1940)
- 18 stycznia:
  - Cary Grant, brytyjski aktor (zm. 1986)
  - Jan Hauzer, polski działacz komunistyczny, radny (zm. 1977)
- 22 stycznia:
  - George Balanchine, amerykański choreograf pochodzenia gruzińskiego (zm. 1983)
  - Stanisław Batko, polski botanik, mykolog, wykładowca akademicki (zm. 1975)
  - Arkadij Gajdar (ros. Арка́дий Петро́вич Го́ликов), radziecki pisarz młodzieżowy (zm. 1941)
  - Wincenty Potacki, polski artysta plastyk, projektant wzorów przemysłowych (zm. 2001)
- 23 stycznia:
  - Danijel Premerl, chorwacki piłkarz, trener (zm. 1975)
  - Louis Zukofsky, amerykański poeta pochodzenia żydowskiego (zm. 1978)
- 24 stycznia – Irena Gwizdała, polska lekkoatletka (zm. 1982)
- 26 stycznia – Seán MacBride, szef sztabu Irlandzkiej Armii Republikańskiej (IRA), współzałożyciel i przewodniczący Amnesty International, laureat Pokojowej Nagrody Nobla (zm. 1988)
- 28 stycznia – Kazimierz Gołba, polski prozaik i dramatopisarz (zm. 1952)
- 2 lutego – Walerij Czkałow (ros. Валерий Павлович Чкалов), jeden z najsłynniejszych lotników radzieckich (zm. 1938)
- 6 lutego:
  - Aleksander Jellin, polski dziennikarz, kompozytor, autor tekstów piosenek (zm. ok. 1994)
  - Maria Kozak, polska nauczycielka, działaczka turystyczna (zm. 1988)
- 7 lutego:
  - Ryszard Danielczyk, polski duchowny luterański, redaktor i działacz narodowy na Górnym Śląsku (zm. 1943)
  - Kazimierz Narutowicz, litewski działacz polityczny (zm. 1987)
- 8 lutego – Igor Bełza, rosyjski muzykolog i kompozytor (zm. 1994)
- 11 lutego:
  - Keith Holyoake, nowozelandzki polityk (zm. 1983)
  - Lucile Randon, francuska superstulatka, czwarta najdłużej żyjąca osoba w historii (zm. 2023)
- 17 lutego:
  - Czesław Bobrowski, polski ekonomista i polityk, członek PPS i PZPR (zm. 1996)
  - Józef Chałasiński, polski socjolog, rektor Uniwersytetu Łódzkiego (zm. 1979)
- 23 lutego – Włodzimierz Missol, polski duchowny luterański (zm. 1986)
- 27 lutego – Jalu Kurek, polski poeta i prozaik, przedstawiciel Awangardy Krakowskiej (zm. 1983)
- 1 marca – Glenn Miller, amerykański puzonista (zm. 1944)
- 2 marca – Torsten Lord, szwedzki żeglarz, medalista olimpijski (zm. 1970)
- 4 marca – George Gamow, fizyk amerykański pochodzenia ukraińskiego (zm. 1968)
- 5 marca:
  - Luis Carrero Blanco, hiszpański wojskowy i polityk (zm. 1973)
  - Franciszek Han, polski działacz komunistyczny (zm. 1972)
  - Józef Zapłata, polski zakonnik ze Zgromadzenia Braci Serca Jezusowego, męczennik, błogosławiony katolicki (zm. 1945)
- 6 marca – Józef Gawron, polski działacz komunistyczny, oficer UB (zm. 1969)
- 7 marca:
  - Ivar Ballangrud, norweski łyżwiarz szybki (zm. 1969)
  - Reinhard Heydrich, dygnitarz nazistowski i jeden z kierowników hitlerowskiego aparatu terroru (zm. 1942)
  - Jarmila Horáková, czeska aktorka (zm. 1928)
  - Victor Vanderslyen, belgijski żeglarz, olimpijczyk (zm. ?)
  - Ladislav Ženíšek, czeski piłkarz, trener (zm. 1985)
- 20 marca:
  - Jerzy Block, polski aktor (zm. 1996)
  - Burrhus Frederic Skinner, amerykański psycholog (zm. 1990)
- 26 marca:
  - Hugon Hanke, polski polityk, premier rządu polskiego na uchodźstwie (zm. 1964)
  - Ksenofon Zolotas, premier Grecji (zm. 2004)
- 30 marca – Aleksandra Maria da Costa, portugalska mistyczka, błogosławiona katolicka (zm. 1955)
- 1 kwietnia – Sylvia Ashley, brytyjska modelka, aktorka (zm. 1977)
- 2 kwietnia – Helena Szwejkowska, polska polonistka, nauczycielka, bibliotekarka, bibliotekoznawca, bibliolog (zm. 1987)
- 3 kwietnia:
  - Ludwik Bandura, polski pedagog (zm. 1984)
  - Maria Wiłkomirska, polska pianistka (zm. 1995)
- 4 kwietnia:
  - Ignacy Fik, polski pisarz, poeta i działacz polityczny (zm. 1942)
  - Jerzy Kaszyra, polski marianin, męczennik, błogosławiony katolicki (zm. 1943)
- 6 kwietnia – Kurt Georg Kiesinger, kanclerz RFN w latach 1966–1969 (zm. 1988)
- 7 kwietnia – Alfred Tuček, jugosłowiański kompozytor, dyrygent i skrzypek (zm. 1987)
- 9 kwietnia – Alma Bennett, amerykańska aktorka (zm. 1958)
- 14 kwietnia – John Gielgud, angielski aktor filmowy i teatralny, reżyser (zm. 2000)
- 15 kwietnia – Arshile Gorky, amerykański malarz (zm. 1948)
- 17 kwietnia – Feliks Burdecki, polski pisarz science fiction, popularyzator nauki, redaktor i publicysta (zm. 1991)
- 20 kwietnia – Edward Lewis Bartlett, amerykański polityk, senator ze stanu Alaska (zm. 1968)
- 21 kwietnia – Bazyli Hopko, słowacki duchowny greckokatolicki, błogosławiony (zm. 1976)
- 22 kwietnia – Jacob Robert Oppenheimer, amerykański fizyk jądrowy, twórca pierwszej bomby atomowej (zm. 1967)
- 28 kwietnia:
  - Anna Maria Mars, polska historyk sztuki (zm. 1989)
  - Jan Sztaudynger, polski poeta i fraszkopis (zm. 1970)
- 3 maja – Maria Skibniewska, tłumaczka literatury anglosaskiej (zm. 1984)
- 4 maja – Joaquín García-Morato y Castaño, hiszpański pilot (zm. 1939)
- 6 maja – Harry Martinson, szwedzki pisarz, poeta, dramaturg i malarz, laureat literackiej Nagrody Nobla (zm. 1978)
- 8 maja – Arthur Law, nowozelandzki rugbysta (zm. 1961)
- 9 maja – Ansco Dokkum, holenderski żeglarz, olimpijczyk (zm. 1985)
- 10 maja – Bogusław Bobrański, chemik i farmaceuta. Trzeci rektor Akademii Medycznej we Wrocławiu (zm. 1991)
- 11 maja – Salvador Dalí, ekscentryczny malarz hiszpański, grafik i teoretyk malarstwa; jeden z najwybitniejszych przedstawicieli surrealizmu (zm. 1989)
- 15 maja – Helena Blum, polska historyczka sztuki (zm. 1984)
- 17 maja – Jean Gabin, francuski aktor (zm. 1976)
- 18 maja – Jacob K. Javits, amerykański polityk, senator ze stanu Nowy Jork (zm. 1986)
- 20 maja – Stanisław Firstenberg, polski działacz komunistyczny żydowskiego pochodzenia (zm. 1939)
- 21 maja – Fats Waller amerykański pianista, organista i kompozytor (zm. 1943)
- 23 maja:
  - Rekared Centelles Abad, hiszpański duchowny katolicki, męczennik, błogosławiony (zm. 1936)
  - Helena Gostyńska-Tomaszewska, polska działaczka komunistyczna (zm. 1955)
- 25 maja – Józef Kuropieska, polski generał, poseł na Sejm PRL II i III kadencji z ramienia PZPR (zm. 1998)
- 28 maja:
  - Wincenty Pstrowski, polski górnik, przodownik pracy (zm. 1948)
  - Erich Temp, niemiecki funkcjonariusz partyjny, komisaryczny nadburmistrz Bydgoszczy (zm. 1945)
- 30 maja:
  - Feliks Paszkowski, polski malarz (zm. 1986)
  - Feliks Żukowski, polski aktor (zm. 1976)
- 2 czerwca – Johnny Weissmuller, amerykański sportowiec i aktor (zm. 1984)
- 3 czerwca:
  - Jadwiga Honowska, polska taterniczka (zm. 1928)
  - Anna Zapaśnikówna, polska nauczycielka i bibliotekarka (zm. 1972)
- 6 czerwca – Feliks Selmanowicz, zastępca dowódcy plutonu 5 Wileńskiej Brygady AK (zm. 1946)
- 11 czerwca – Kazimierz Lepszy, polski historyk, profesor i rektor Uniwersytetu Jagiellońskiego (zm. 1964)
- 13 czerwca – Kiejstut Bacewicz, polski pianista, kompozytor (zm. 1993)
- 14 czerwca – Margaret Bourke-White, amerykańska fotoreporterka (zm. 1971)
- 15 czerwca – Anna Mahler, austriacka rzeźbiarka (zm. 1988)
- 22 czerwca – Michał Choromański, polski pisarz i dramaturg (zm. 1972)
- 23 czerwca:
  - Carleton Coon, amerykański antropolog fizyczny (zm. 1981)
  - Otto Polacsek, austriacki łyżwiarz szybki (zm. ?)
  - Jan Żołna-Manugiewicz, polski etnograf, etnolog, muzeolog (zm. 1988)
- 26 czerwca – Peter Lorre, amerykański aktor (zm. 1964)
- 1 lipca – Henryk Hlebowicz, polski duchowny katolicki, męczennik, błogosławiony (zm. 1941)
- 2 lipca – René Lacoste, francuski tenisista, producent odzieży sportowej (zm. 1996)
- 3 lipca – Halina Auderska, polska pisarka (zm. 2000)
- 5 lipca – Ernst Mayr, ornitolog i ewolucjonista amerykański pochodzenia niemieckiego (zm. 2005)
- 7 lipca:
  - Maria Agnieszka od Najświętszego Sakramentu, meksykańska zakonnica, założycielka Klarysek Misjonarek i Misjonarzy Chrystusa, błogosławiona katolicka (zm. 1981)
  - Helena Stankiewicz, „Pani na Berżenikach”, polska działaczka społeczna, autorka wspomnień i wierszy (zm. 1996)
- 8 lipca:
  - Eugeniusz Szermentowski, polski dziennikarz, publicysta, pisarz (zm. 1970)
  - Józef Wąsik, polski pocztowiec (zm. 1939)
- 12 lipca – Pablo Neruda, chilijski poeta (zm. 1973)
- 13 lipca – Robert Minton, amerykański bobsleista (zm. 1974)
- 15 lipca – Pawieł Czerenkow, fizyk radziecki (zm. 1990)
- 20 lipca – Hanna Ożogowska, polska pisarka (zm. 1995)
- 22 lipca – Helena Wielgomasowa, polska dziennikarka, poetka, aktorka (zm. ?)
- 24 lipca – Anna Łajming, polska pisarka (zm. 2003)
- 25 lipca – Martin Pötzinger, niemiecki Świadek Jehowy, członek Ciała Kierowniczego (zm. 1988)
- 27 lipca:
  - Oskar Lange, polski ekonomista (zm. 1965)
  - Kenneth Bainbridge, amerykański fizyk, który współpracował przy projekcie Manhattan (zm. 1996)
- 28 lipca:
  - Elyas Bazna, turecki szpieg (zm. 1970)
  - Pawieł Czerenkow (ros. Павел Алексеевич Черенков), rosyjski fizyk, laureat Nagrody Nobla (zm. 1990)
  - Piero Toscani, włoski bokser (zm. 1940)
  - Jan Wójcicki, polski generał brygady (zm. 1998)
- 1 sierpnia – Władysław Kociatkiewicz, polski oficer (zm. 1940)
- 3 sierpnia – Clifford D. Simak, amerykański pisarz science fiction (zm. 1988)
- 4 sierpnia – Witold Gombrowicz, polski pisarz (zm. 1969)
- 6 sierpnia – Aleksander Bocheński, polski pisarz (zm. 2001)
- 7 sierpnia:
  - Ralph Bunche, amerykański politolog, dyplomata, laureat Nagrody Nobla (zm. 1971)
  - Kazimierz Gryglas, polski działacz komunistyczny (zm. 1964)
- 12 sierpnia:
  - Aleksy Romanow, carewicz rosyjski, następca tronu, jedyny syn cara Mikołaja II, chory na hemofilię, słynny z powodu rzekomego ocalenia, święty prawosławny, rozstrzelany z rodziną przez CzeKa (zm. 1918)
  - Ken Watson, kanadyjski curler (zm. 1986)
- 16 sierpnia – Ludwik Gietyngier, polski duchowny katolicki, męczennik, błogosławiony (zm. 1941)
- 22 sierpnia:
  - Rafael Filiberto Bonnelly, dominikański prawnik, polityk, dyplomata, przewodniczący Rady Państwa (zm. 1979)
  - Deng Xiaoping, chiński generał, polityk, działacz komunistyczny, w okresie od 1978 do 1989 faktyczny przywódca ChRL (zm. 1997)
- 24 sierpnia – Itala Mela, włoska mistyczka, błogosławiona katolicka (zm. 1957)
- 28 sierpnia – Jan Sokołowski, polski malarz, taternik (zm. 1953)
- 29 sierpnia:
  - Werner Forßmann, niemiecki lekarz, noblista (zm. 1979)
  - Anna Letenská, czeska aktorka (zm. 1942)
- 3 września – Jerzy Golcz, polski inżynier elektryk, taternik i alpinista (zm. 1965)
- 6 września – Maria Krüger, pisarka literatury dziecięcej (zm. 1999)
- 7 września – Lisamaria Meirowsky, niemiecka lekarka, tercjarka dominikańska (zm. 1942)
- 9 września – Czesław Falkiewicz, polski działacz polityczny (zm. 1962)
- 11 września – Józef Bogusz, polski lekarz (zm. 1993)
- 16 września:
  - Adam Harasowski, polski kompozytor, dyrygent (zm. 1996)
  - Michał Rapacz, polski duchowny katolicki, Sługa Boży (zm. 1946)
- 19 września:
  - Paweł Finder, polski działacz komunistyczny, I sekretarz PPR (zm. 1944)
  - Anna Zofia Krygowska, polska matematyk, wykładowczyni akademicka (zm. 1988)
- 26 września – Hilde Wagener, austriacka aktorka (zm. 1992)
- 29 września:
  - Michał Rusinek, pisarz, działacz kultury, dramaturg, poeta (zm. 2001)
  - Michał Waszyński, polski reżyser filmowy, montażysta i scenarzysta (zm. 1965)
- 2 października:
  - Graham Greene, angielski powieściopisarz (zm. 1991)
  - Lal Bahadur Shastri, indyjski polityk, premier Indii (zm. 1966)
- 3 października – Franciszek Parcer, polski pedagog, radny, działacz społeczny i oświatowy (zm. 1967)[3]
- 4 października – Henryk Vogelfänger, polski aktor (zm. 1990)
- 8 października – Antoni Dobrowolski, polski pedagog, najstarszy znany ocalały więzień Auschwitz (zm. 2012)
- 15 października:
  - Maurice Ducos, francuski pływak, olimpijczyk (zm. 1983)
  - Helena Getterowa, polska działaczka kulturalna i oświatowa (zm. 1982)
  - Jacek Puget, polski rzeźbiarz, profesor akademicki (zm. 1977)
- 18 października – Czesław Centkiewicz, polski pisarz i podróżnik (zm. 1996)
- 20 października – Anna Neagle, brytyjska aktorka (zm. 1986)
- 21 października: 
  - Patrick Kavanagh, irlandzki poeta, prozaik i krytyk literacki (zm. 1967)
  - Francisca Celsa dos Santos, brazylijska superstulatka (zm. 2021)
- 28 października – Irena Grobelna z d. Jamiołkowska, polska działaczka komunistyczna (zm. 1979)
- 30 października – Karol Tchorek, polski rzeźbiarz (zm. 1985)
- 11 listopada – Andrzej Bogucki, polski aktor (zm. 1978)
- 13 listopada – Zofia Morawska, polska działaczka społeczna (zm. 2010)
- 22 listopada – Louis Néel, francuski fizyk, laureat Nagrody Nobla w roku 1970 (zm. 2000)
- 23 listopada – Teresa Roszkowska, polska malarka, scenograf (zm. 1992)
- 24 listopada – Andrzej Polus, polski polityk, prezydent Gorzowa Wielkopolskiego (zm. 1976)
- 25 listopada – Helena Grossówna, polska tancerka oraz aktorka teatralna i filmowa (zm. 1994)
- 28 listopada:
  - James Eastland, amerykański polityk, senator ze stanu Missisipi (zm. 1986)
  - Nancy Mitford, brytyjska pisarka, biografka (zm. 1973)
- 29 listopada:
  - Jerzy Bitschan, polski obrońca Lwowa (zm. 1918)
  - Henryk Budziński, polski wioślarz (zm. 1983)
  - Eugeniusz Guz, polski działacz komunistyczny (zm. 1959)
- 1 grudnia – Sabina Szatkowska, polska tancerka (zm. 2007)
- 3 grudnia:
  - Avanti Martinetti, włoski kolarz szosowy i torowy (zm. 1970)
  - Edgar Moon, australijski tenisista (zm. 1976)
- 6 grudnia – Ève Curie, francusko-amerykańska pisarka, dziennikarka, pianistka i polityk (zm. 2007)
- 10 grudnia – Antonín Novotný, czechosłowacki polityk komunistyczny, prezydent (zm. 1975)
- 12 grudnia – Ján Stanislav, słowacki językoznawca (zm. 1977)
- 22 grudnia – Władysław Bukowiński, polski duchowny katolicki, błogosławiony (zm. 1974)
- 26 grudnia:
  - Alejo Carpentier, kubański pisarz, muzykolog i dziennikarz (zm. 1980)
  - Irena Latinik-Vetulani, polska biolożka, popularyzatorka nauki (zm. 1975)
- 29 grudnia – Witold Zechenter, polski poeta, prozaik, publicysta (zm. 1978)
- 31 grudnia:
  - Zofia Barwińska, polska aktorka (zm. 1991)
  - Klemens Tilmann, niemiecki teolog katolicki, oratorianin (zm. 1984)

data dzienna nieznana:
- Afanasij Blinow, radziecki generał porucznik, wiceminister (zm. 1961)
- Aleth Guzman-Nageotte, francuski rzeźbiarz, medalier (zm. 1978)

## Zmarli
- 6 kwietnia – Ernest Wilhelm Bursche, pastor wyznania ewangelicko augsburskiego, proboszcz parafii w Zgierzu (ur. 1831)
- 9 kwietnia – Izabela II, królowa Hiszpanii (ur. 1830)
- 17 kwietnia – Zofia Szeptycka, polska malarka i pisarka, córka Aleksandra Fredry (ur. 1837)
- 24 kwietnia – Władysław Folkierski, polski matematyk, inżynier budowlany, uczestnik powstania styczniowego oraz profesor uniwersytetu w Limie w Peru (zm. 1841)
- 1 maja – Antonín Dvořák, czeski kompozytor (ur. 1841)
- 10 maja – Henry Morton Stanley, brytyjski podróżnik, badacz Afryki (ur. 1841)
- 13 maja – Ottokar Lorenz, austriacko-niemiecki historyk i genealog (ur. 1832)
- 15 maja – Étienne-Jules Marey, francuski naukowiec, fizjolog, fotograf (ur. 1830)
- 30 maja – Marta Wiecka, polska szarytka, błogosławiona katolicka (ur. 1874)
- 20 czerwca – Abraham O. Woodruff, amerykański przywódca religijny (ur. 1872)
- 2 lipca – Eugenia Joubert, francuska zakonnica, błogosławiona katolicka (ur. 1876)
- 3 lipca – Theodor Herzl, żydowski dziennikarz, twórca i główny ideolog syjonizmu (ur. 1860)
- 6 lipca – Witold Zglenicki, polski geolog, hutnik, nafciarz, filantrop (ur. 1850)
- 14 lipca – Paul Kruger, prezydent Transwalu (jednej z burskich republik w Afryce Południowej) (ur. 1825)
- 15 lipca – Anton Czechow, rosyjski pisarz i dramaturg (ur. 1860)
- 6 sierpnia – Maria Franciszka Rubatto, włoska zakonnica, założycielka Kapucynek Matki Rubatto, błogosławiona katolicka (ur. 1844)
- 20 września – Józef Maria de Yermo y Parres, meksykański duchowny katolicki, założyciel Zgromadzenia Służebnic Najświętszego Serca Jezusa i Ubogich, święty katolicki (ur. 1851)
- 5 października – Teodor Eichenwald, polski taternik (ur. ok. 1880)
- 15 października – Jerzy I Wettyn, król Saksonii (ur. 1832)
- 22 października – Carl Josef Bayer, austriacki chemik, wynalazca procesu Bayera (ur. 1847)
- 5 listopada – Karol Brzozowski, polski inżynier, poeta, powstaniec styczniowy (ur. 1821)
- 15 listopada – Helena Maria de Chappotin, francuska zakonnica, założycielka Zgromadzenia Franciszkanek Misjonarek Maryi, błogosławiona katolicka (ur. 1839)
- 15 grudnia – Melania Calvat, świadek objawienia Matki Bożej w La Salette (ur. 1831)

## Zdarzenia astronomiczne
- 9 września – całkowite zaćmienie Słońca

## Nagrody Nobla
- z fizyki – Lord Rayleigh (John William Strutt)
- z chemii – sir William Ramsay
- z medycyny – Iwan Pawłow
- z literatury – Frédéric Mistral, José Echegaray y Eizaguirre
- nagroda pokojowa – Instytut Prawa Międzynarodowego

## Święta ruchome
- Tłusty czwartek: 11 lutego
- Ostatki: 16 lutego
- Popielec: 17 lutego
- Niedziela Palmowa: 27 marca
- Pamiątka śmierci Jezusa Chrystusa: 29 marca
- Wielki Czwartek: 31 marca
- Wielki Piątek: 1 kwietnia
- Wielka Sobota: 2 kwietnia
- Wielkanoc: 3 kwietnia
- Poniedziałek Wielkanocny: 4 kwietnia
- Wniebowstąpienie Pańskie: 12 maja
- Zesłanie Ducha Świętego: 22 maja
- Boże Ciało: 2 czerwca